# Paroligia ptyophora
Paroligia ptyophora är en fjärilsart som beskrevs av George Francis Hampson 1908. Paroligia ptyophora ingår i släktet Paroligia och familjen nattflyn. Inga underarter finns listade i Catalogue of Life.